# Chiesa di San Quirico (Sassari)
La chiesa di San Quirico è un antico edificio religioso situato nell'agro di Sassari, in prossimità della strada vicinale Eba Ciara, e posizionata sopra un'altura che domina l'omonima valle. La chiesa si trova nelle vicinanze delle fonti di San Martino le cui acque, in epoca romana, alimentavano l'acquedotto di Turris Libissonis, l'attuale Porto Torres.
Toponimo già noto nel tredicesimo secolo, secondo quanto riportato nel Condaghe di San Michele di Salvenor, intorno al 1500-1600 l'edificio subì un consistente rimaneggiamento al di sopra di un impianto romanico, tuttora visibile, risalente alla seconda metà del dodicesimo secolo.
Sino alla fine del XVI secolo dedicata a San Martino, la chiesa venne poi intitolata a san Quirico dal proprietario del momento, Quirico della Bronda, che la donò al sacerdote Giovanni Collega. A quel periodo si deve un ulteriore rimaneggiamento che, oltre alla ristrutturazione interna, comportò l'aggiunta di un complesso simmetrico esterno, adibito ad abitazione, che la inglobò sui lati posteriore e laterali; alla fine del XVII secolo divenne proprietà del Seminario sassarese.
Secondo lo scrittore Enrico Costa, il complesso fu adibito anche a monastero femminile, poi abbandonato a causa dell'insalubrità del posto.